# Стаханов Ігор Михайлович
Ігор Михайлович Стаханов (нар. 2 червня 1925, Харків — пом. 2008) — український графік і педагог; член Спілки радянських художників України з 1962 року.

## Біографія
Народився 2 червня 1925 року у місті Харкові (нині Україна). Брав участь у німецько-радянській війні. Нагороджений орденом Червоної Зірки.
Упродовж 1945—1950 років навчався у Харківському художньому інституті, де його викладачами були зокрема Михайло Дерегус, Петро Котов, Леонід Чернов, Василь Мироненко, Михайло Шапошников.
З 1950 року викладав у Харківському художньому училищі, пізніше у Харківському художньо-промисловому інституті (доцент з 1979 року).
Жив у Харкові, в будинку на вулиці Ньютона, № 115 а, квартира 69, пізніше в будинку на вулиці Рибалка, № 45-А, квартира 48. Помер у 2008 році.

## Творчість
Працював в галузі станкової графіки. Серед робіт:
- «Тарас Шевченко» (1960);
- серія «Борці за свободу» (1961);
- «Африка бореться» (1963);
- «Незабаром у похід» (1965);
- серії ліногравюр, присвячених Ленінському комсомолу (1967);
- «За владу Рад» (1968);
- «Народ В'єтнаму непереможний» (1968);
- «Заклик вождя» (1969);
- «В ім'я миру» (1975);
- «Гімн праці» (1983);
- «Мир планеті» (1996).

Брав участь у республіканських виставках з 1960 року, всесоюзних — з 1962 року, зарубіжних — з 1963 року.
Роботи художника зберігаються у Харківському та Луганському художніх музеях, у приватних колекціях в Україні та за її межами.